# Nymburk (distrito)
Nymburk é um distrito da República Checa na região de Boémia Central, com uma área de 876 km² com uma população de 84.132 habitantes (2002) e com uma densidade populacional de 96 hab/km².